# ドキュメンタリードラマ
ドキュメンタリードラマ（documentary drama）とは、ラジオ、テレビ、映画の一ジャンルで、実際に起った出来事をドラマ化して再現したもの。ドキュドラマ（docudrama）、ドキュメント・ドラマなどと呼ぶこともある。演劇の場合はドキュメンタリー劇（ドキュメンタリーげき、またはドキュメンタリー演劇、documentary theatre）と呼ばれる。
ストーリーの核心部分については歴史的事実を遵守すべく務めるものの、末梢的なディテールや記録に残っていない部分に関してはある程度の脚色がなされる。台詞には文献資料に残された実在の人物の言葉をそのまま使うこともある。実際に事件が起きた場所で撮影される場合もある。
事実に重きを置くドキュメンタリードラマは、「実話に基づいた」と謳いながら大幅な脚色を施された映画や、歴史的な出来事を背景に持ちながら大部分はフィクションの歴史ドラマとは厳密に区分される。
似た言葉にドキュフィクション（Docufiction）があるが、これはフィクションの要素を含むドキュメンタリーのことである。

## 特徴
ドキュメンタリードラマの特徴として以下のようなものが挙げられる。
- 実際に起きた歴史的出来事の再現
- 実際に起きたことに基づく
- 文学的・物語体技法は出来事を膨らませるために用いられる
- ドラマ性を高めるために些細な事実に脚色を加えることが多い

架空のキャラクターが事件に巻き込まれるような歴史フィクションとは違う。

## 代表的な作品

### 外国映画
- Bandits en automobile (1912)
- The March of Time The March of Time (1935–51)[3]
- 出獄 Call Northside 777 (1948)
- 間違えられた男 The Wrong Man (1956)
- SOSタイタニック 忘れえぬ夜 A Night to Remember (1958)
- 山本元帥対ハルゼイ堤督 太平洋紅に染まる時 The Gallant Hours (1960)
- ニュールンベルグ裁判 Judgment at Nuremberg (1961)
- 史上最大の作戦 The Longest Day (1962)
- 冷血 In Cold Blood (film)|In Cold Blood (1967)
- トラ・トラ・トラ! Tora! Tora! Tora! (1970)
- 10番街の殺人 10 Rillington Place (1971)
- The Legend of Boggy Creek (1972)
- ムンク 愛のレクイエム（英語版） Edvard Munch (film)|Edvard Munch (1974)
- 大統領の陰謀 All the President's Men (1976)
- クリスチーネ・F Christiane F. – We Children from Bahnhof Zoo (1981)
- ライトスタッフ The Right Stuff (1983)
- Seacoal (1985)
- グッドフェローズ Goodfellas (1990)
- 愛と戦火の大地 Dien Bien Phu (1992)
- シンドラーのリスト Schindler's List (1993)
- クイズ・ショウ Quiz Show (1994)
- アポロ13 Apollo 13 (film)|Apollo 13 (1995)
- ニクソン Nixon (1995)
- Hillsborough (1996)
- バトル・オブ・シリコンバレー Pirates of Silicon Valley (1999)
- インサイダー The Insider (1999)
- 13デイズ Thirteen Days (2000)
- 戦場のピアニスト The Pianist (2002)
- ブラディ・サンデー Bloody Sunday (2002)
- ララミー・プロジェクト The Laramie Project (2002)
- らくだの涙（英語版） The Story of the Weeping Camel (2003)
- 運命を分けたザイル Touching the Void (2003)
- シンデレラマン Cinderella Man (2005)
- グッドナイト&グッドラック Good Night, and Good Luck (2005)
- ボビー Bobby (2006)
- ユナイテッド93 United 93 (2006)
- 戦場からの脱出 Rescue Dawn (2007)
- アメリカを売った男 Breach (2007)
- チャーリー・ウィルソンズ・ウォー Charlie Wilson's War (2007)
- ゾディアック Zodiac (2007)
- 運命を分けたザイル2 The Beckoning Silence (2008)
- フロスト×ニクソン Frost/Nixon (2008)
- The Lena Baker Story (2008)
- インフォーマント! The Informant! (2009)
- パブリック・エネミーズ Public Enemies (2009)
- ザ・ファイター The Fighter (2010)
- 127時間 127 Hours (2010)
- フェア・ゲーム Fair Game (2010)
- The Attacks of 26/11 (2013)
- キャプテン・フィリップス Captain Phillips (2013)
- America: Imagine the World Without Her (2014)
- 天国は、ほんとうにある Heaven Is for Real (2014)
- パレードへようこそ Pride (2014)
- ニュースの真相 Truth (2015)
- ブリッジ・オブ・スパイ Bridge of Spies (2015)
- スノーデン Snowden (2016)
- ドリーム Hidden Figures (2016)
- Sachin: A Billion Dreams (2017)
- ファースト・マン First Man (2018)

### 日本映画
- 原爆の子 (1952)
- 第五福竜丸 (1959)
- 帝銀事件 死刑囚 (1964)
- 日本の熱い日々 謀殺・下山事件 (1981)
- 生きてみたい、もう一度 新宿バス放火事件 (1985)
- 日本の黒い夏─冤罪 (2001)
- 約束 名張毒ぶどう酒事件 死刑囚の生涯 (2013)
- 太陽の蓋 (2016)
- Fukushima 50 (2020)

### 外国のテレビ
- Culloden (1964)
- キャシー・カム・ホーム Cathy Come Home (1966)
- The Missiles of October (1974)
- 宇宙へ 〜冷戦と二人の天才〜 Space Race (2005)
- グアンタナモ、僕達が見た真実 The Road to Guantánamo (2006)
- ザ･ローマ 帝国の興亡 Ancient Rome: The Rise and Fall of an Empire (2006)
- 20世紀"核"の内幕 〜米ソ対立とスパイ戦争〜 Nuclear Secrets (2007)
- スーパーストーム Superstorm (2007)
- ウォリアーズ 〜歴史を動かした男たち〜 Heroes and Villains (2007 - 2008)

### 日本のテレビ
- ニュードキュメンタリードラマ昭和 松本清張事件にせまる (1984)
- 郷土の偉人シリーズ（1993 - ）
- 北朝鮮拉致・めぐみ、お母さんがきっと助けてあげる (2003)
- わたしが子どもだったころ (テレビ番組) (2007 - 2010)
- 少女たちの日記帳 ヒロシマ 昭和20年4月6日〜8月6日 (2009)
- 戦場のメロディ (2009)
- たったひとりの反乱 (2009)
- 経済ドキュメンタリードラマ ルビコンの決断 (2009 - 2010)
- 神戸新聞の7日間 (2010)
- 1991 雲仙・普賢岳 〜避難勧告を継続せよ〜 (2011)
- 開拓者たち (2012)
- 河北新報のいちばん長い日 (2012)
- ふたりのウルトラマン (2022)